# Ah Meng

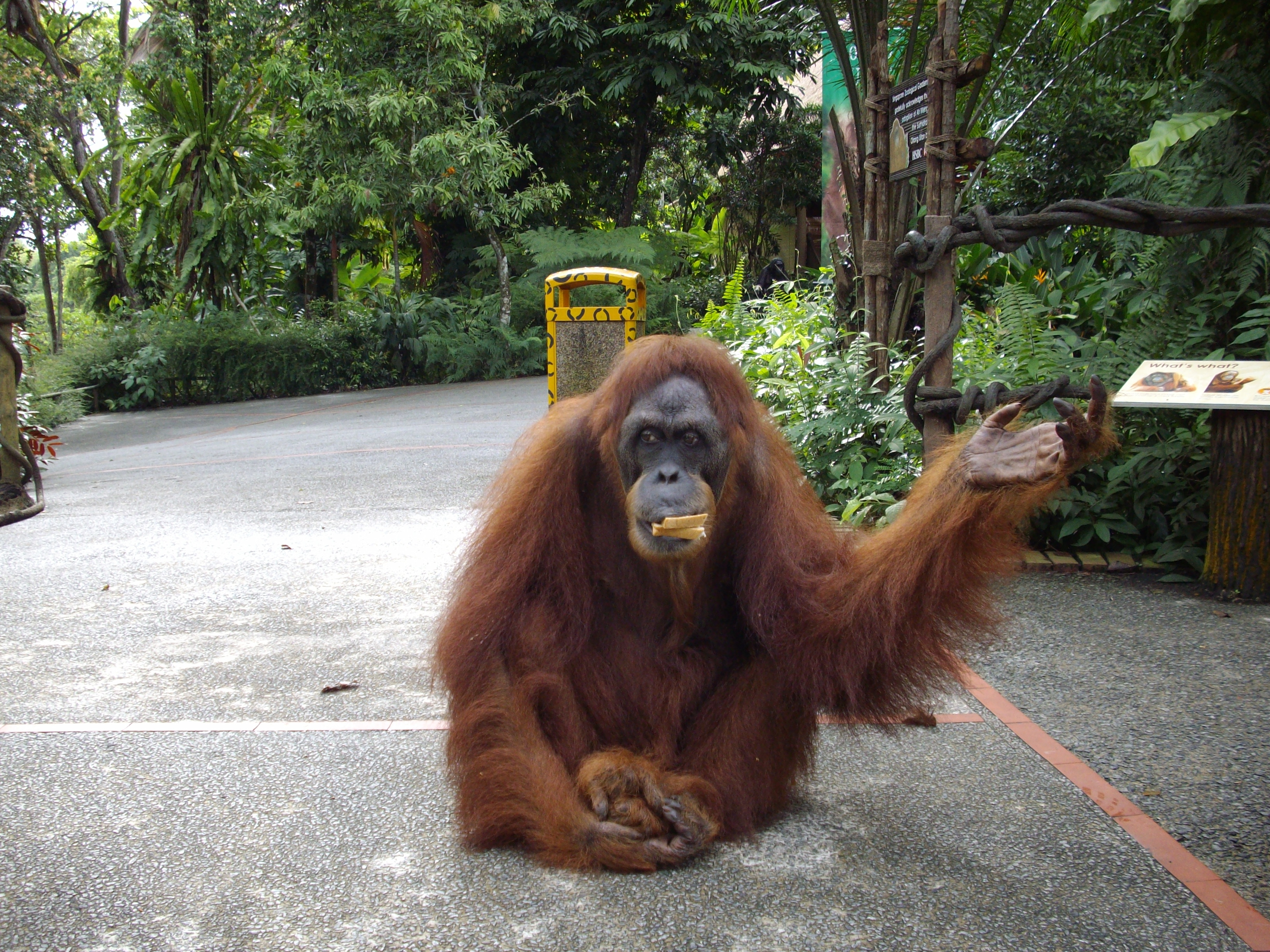
Ah Meng

Ah Meng – imię jednej z małp człekokształtnych, orangutanicy z Sumatry, mieszkanki singapurskiego zoo, która zmarła 8 lutego 2008 w wieku 48 lat. Była ona najsławniejszą mieszkanką zoo w Singapurze, twarzą kampanii na rzecz ratowania zagrożonych gatunków małp.
Ah Meng do zoo w Singapurze trafiła w 1971 odebrana rodzinie, która przetrzymywała ją nielegalnie jako zwierzę domowe. Od pierwszych dni w zoo jej opiekunem był Alagappasamy Chellaiyah.
Z czasem stała się ona największą i najbardziej znaną atrakcją singapurskiego zoo, fotografowali się z nią m.in. brytyjski książę Filip, gwiazdor pop Michael Jackson, aktorka Elizabeth Taylor i magik David Copperfield.
W 1992 w uznaniu zasług Ah Meng otrzymała jako jedyne zwierzę tytuł specjalnego ambasadora singapurskiej turystyki.
Ah Meng dożyła wieku 48 lat, co jest odpowiednikiem 95 lat u ludzi. Dochowała się 5 dzieci: 2 synów o imionach Hsing Hsing i Satria oraz trzech córek: Medan, Hong Bao i Sayang, oraz 6 wnucząt.